# Präsidentschaftswahl in Kroatien 2014/15
| QS Ereignisse | Dieser Artikel wurde aufgrund von inhaltlichen Verbesserungsmöglichkeiten auf der Qualitätssicherungsseite des WikiProjekts Ereignisse eingetragen. Dies geschieht, um die Qualität der Artikel aus diesem Themengebiet auf ein höheres Niveau zu bringen. Bitte hilf mit, die inhaltlichen Lücken oder Probleme dieses Artikels zu beseitigen, und beteilige dich an der Diskussion! |  |

Die sechste Präsidentschaftswahl in Kroatien seit der Unabhängigkeit des Landes fand in ihrer ersten Runde am 28. Dezember 2014 und in ihrer zweiten Runde am 11. Januar 2015 (Stichwahl) statt. Dabei wurde mit Kolinda Grabar-Kitarović von der konservativen HDZ erstmals eine Frau gewählt.
Kolinda Grabar-Kitarović war im ersten Wahlgang mit 37,2 % Zweitplatzierte hinter Amtsinhaber Ivo Josipović mit 38,5 % und vor dem Drittplatzierten Ivan Vilibor Sinčić mit 16,4 %. Im zweiten Wahlgang am 11. Januar 2015 wurde sie mit 50,7 % der Stimmen zur Präsidentin gewählt.

## Ergebnis
| Kandidaten                                                   | Kandidaten               | Parteien                                                                                       | 1. Wahlgang | 1. Wahlgang | 2. Wahlgang | 2. Wahlgang |
| Kandidaten                                                   | Kandidaten               | Parteien                                                                                       | Stimmen     | %           | Stimmen     | %           |
| ------------------------------------------------------------ | ------------------------ | ---------------------------------------------------------------------------------------------- | ----------- | ----------- | ----------- | ----------- |
|                                                              | Kolinda Grabar-Kitarović | Hrvatska demokratska zajednica (HSS – HSP AS – BUZ – HDS – ZDS – HSLS – Hrast)                 | 665.309     | 37,8        | 1.114.945   | 50,7        |
|                                                              | Ivo Josipović            | Socijaldemokratska partija Hrvatske (HNS-LD – IDS – HSU – HL-SR – NSR – ORaH – PGS – Sonstige) | 687.558     | 39,1        | 1.082.436   | 49,3        |
|                                                              | Ivan Vilibor Sinčić      | Živi zid                                                                                       | 293.562     | 16,7        |             |             |
|                                                              | Milan Kujundžić          | Hrvatska zora stranka naroda (ABH – A-HSS – HSP – HDSSB – Sonstige)                            | 112.581     | 6,4         |             |             |
| Gesamt                                                       | Gesamt                   | Gesamt                                                                                         | 1.759.010   | 100         | 2.197.381   | 100         |
|                                                              |                          |                                                                                                |             |             |             |             |
| Ungültige Stimmen                                            | Ungültige Stimmen        | Ungültige Stimmen                                                                              | 27.787      | 1,6         | 60.728      | 2,7         |
| Wähler                                                       | Wähler                   | Wähler                                                                                         | 1.786.797   | 47,1        | 2.258.109   | 59,0        |
| Wahlberechtigte                                              | Wahlberechtigte          | Wahlberechtigte                                                                                | 3.794.293   |             | 3.825.242   |             |
|                                                              |                          |                                                                                                |             |             |             |             |
| Quellen: Državno Izborno Povjerenstvo, Kandidaten – Ergebnis |                          |                                                                                                |             |             |             |             |